# Langton near Horncastle
Langton – wieś i civil parish w Anglii, w Lincolnshire, w dystrykcie East Lindsey. W 2001 civil parish liczyła 34 mieszkańców. Langton near Horncastle jest wspomniana w Domesday Book (1086) jako Langetone.